# Tramvajová doprava v Augsburgu
Tramvajová síť v Augsburgu je druhým největším tramvajovým systémem v Bavorsku, a to hned po tramvajové síti v Mnichově. Augsburská tramvajová síť je tvořena 49,8 kilometry kolejí, po nichž jezdí tramvaje sedmi linek – pěti pravidelných a dvou zvláštních. Dopravu provozuje společnost Stadtwerke Augsburg a všechny tramvaje jsou součástí integrovaného dopravního systému Augsburger Verkehrs- und Tarifverbund. První tramvajová linka, vedená koněspřežnými tramvajemi, byla uvedena do provozu 8. května 1881. Pravidelný elektrický provoz začal v roce 1898. Od roku 2021 zajíždějí augsburské tramvaje na lince 3 také do Königsbrunnu.

## Linkové vedení
| Linka | Typ        | Trasa | Počet zastávek |
| ----- | ---------- | --- | -------------- |
|       | pravidelná | Lechhausen Neuer Ostfriedhof – Rathausplatz – Königsplatz – Göggingen                                                                         | 24             |
|       | pravidelná | Augsburg West P+R – Oberhausen Bahnhof / Helmut-Haller-Platz – Dom / Stadtwerke – Königsplatz – Haunstetter Straße Bahnhof – Haunstetten Nord | 28             |
|       | pravidelná | Hauptbahnhof – Königsplatz – Haunstetter Straße Bahnhof – Königsbrunn Zentrum                                                                 | 23             |
|       | pravidelná | Hauptbahnhof – Königsplatz – Wertahbrücke – Oberhausen Nord P+R                                                                               | 13             |
|       | pravidelná | Stadtbergen – Hauptbahnhof – Königsplatz – Rotes Tor – Hochzoll Mitte – Friedberg West P+R                                                    | 25             |
|       | zvláštní   | Hauptbahnhof – Königsplatz – Haunstetter Straße Bahnhof – Fußball-Arena                                                                       | 13             |
|       | zvláštní   | Hauptbahnhof – Königsplatz – Haunstetter Straße Bahnhof – Messezentrum                                                                        | 9              |

### Zvláštní linky
Po Augsburgu jezdí dvě zvláštní linky, očíslované jako 8 a 9. Obě dvě začínají u hlavního nádraží a jsou v provozu pouze při speciálních příležitostech. V době odehrávání fotbalového utkání na místním fotbalovém stadionu k němu zajíždí linka 8. Linka s číslem 9 má trasu podobnou jako 8, ovšem nejezdí k fotbalovému stadionu, ale o několik zastávek dále na výstaviště, kam jezdí jen pokud se zde koná výstava.

### Plánované změny linkového vedení
- linka 5 – nová linka, která je zatím ve fázi plánování[6]

## Vozový park
Podle dat z roku 2019 tvoří flotilu augsburské tramvajové sítě:
- 41 tramvají Siemens Combino NF8 (rok výroby 2000–2001),
- 27 tramvají Bombardier Flexity CF8 (rok výroby 2009–2010),
- 11 tramvají ADtranz GT6M (rok výroby 1995–1996),
- 3 tramvaje MAN M8C (rok výroby 1985–1986).

V roce 2019 bylo vypsáno výběrové řízení na dodávku nových tramvají. Nejvýhodnější nabídku podala švýcarská společnost Stadler, která tak za 57 milionů eur dodá do roku 2022 nejméně 11 tramvají modelu Tramlink. Vozy budou sloužit jak na stávajících tratích, tak i na budovaném prodloužení linky 3.

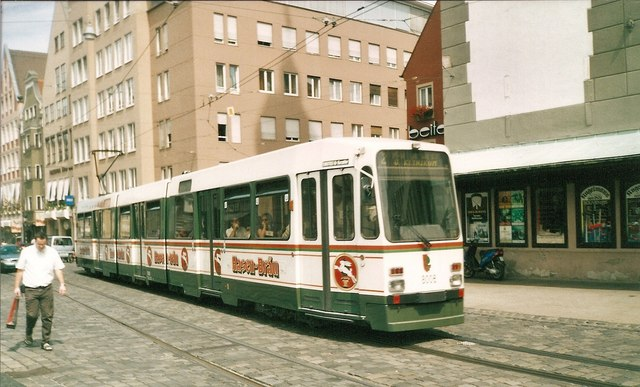
MAN M8C
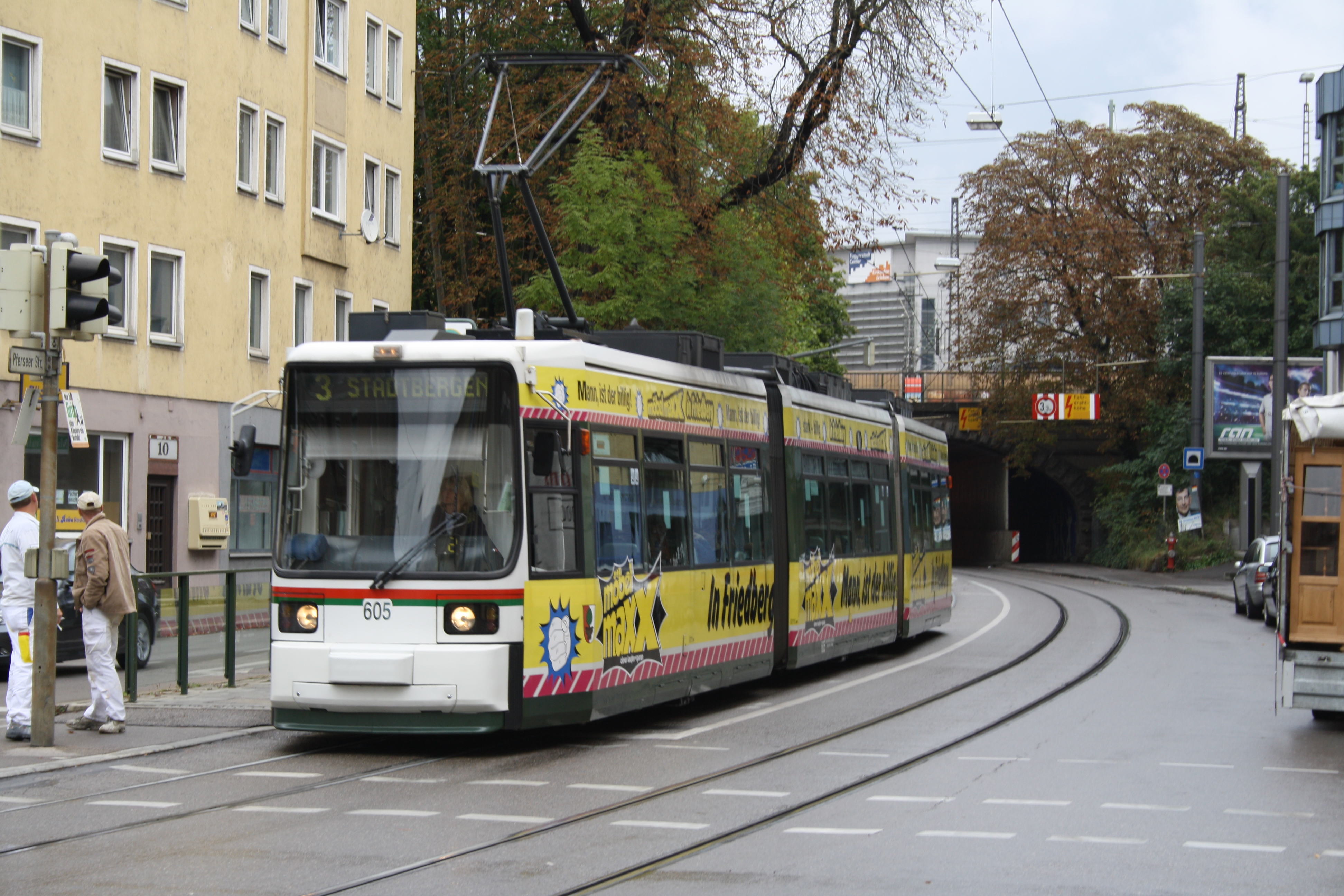
ADtranz GT6M
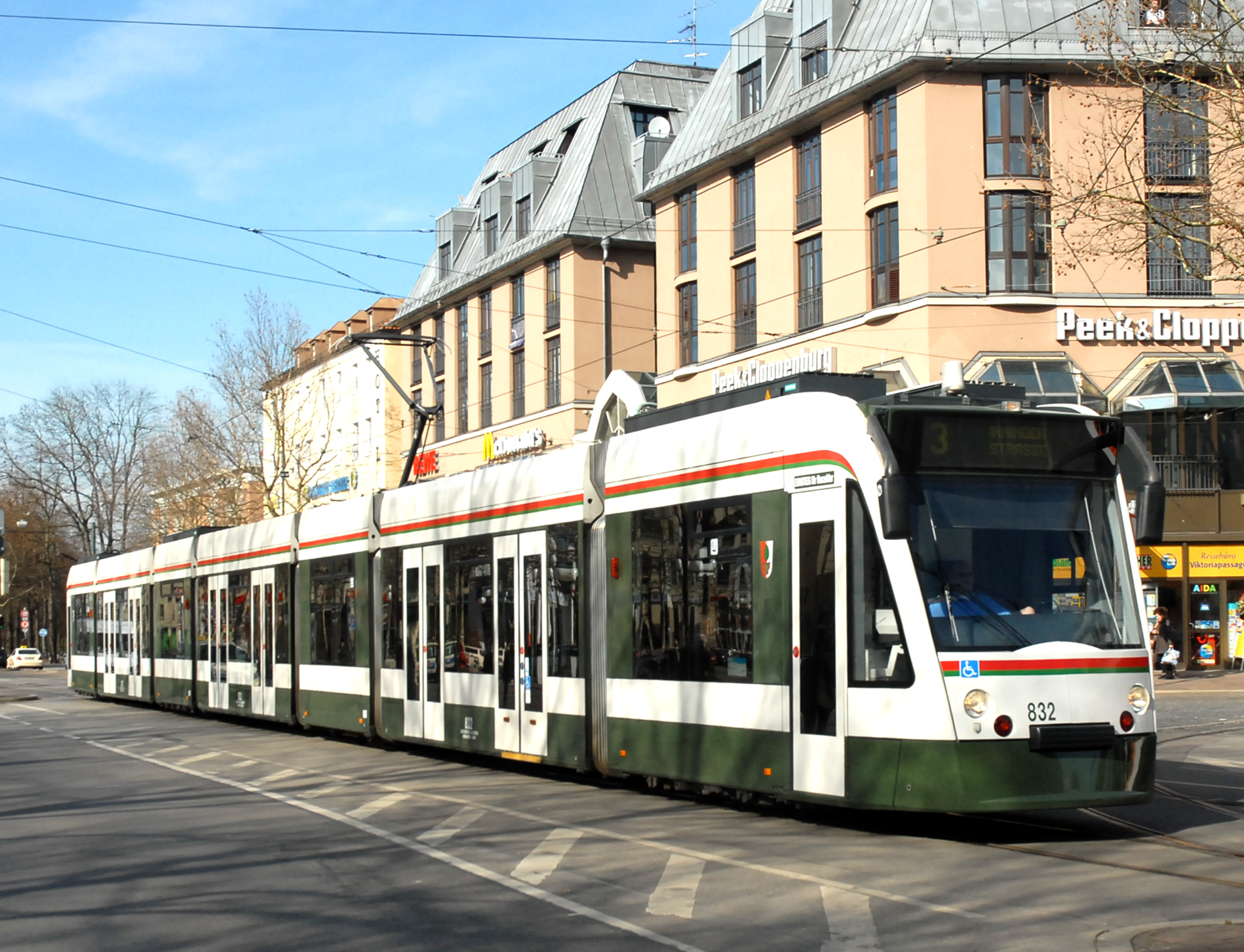
Siemens Combino NF8
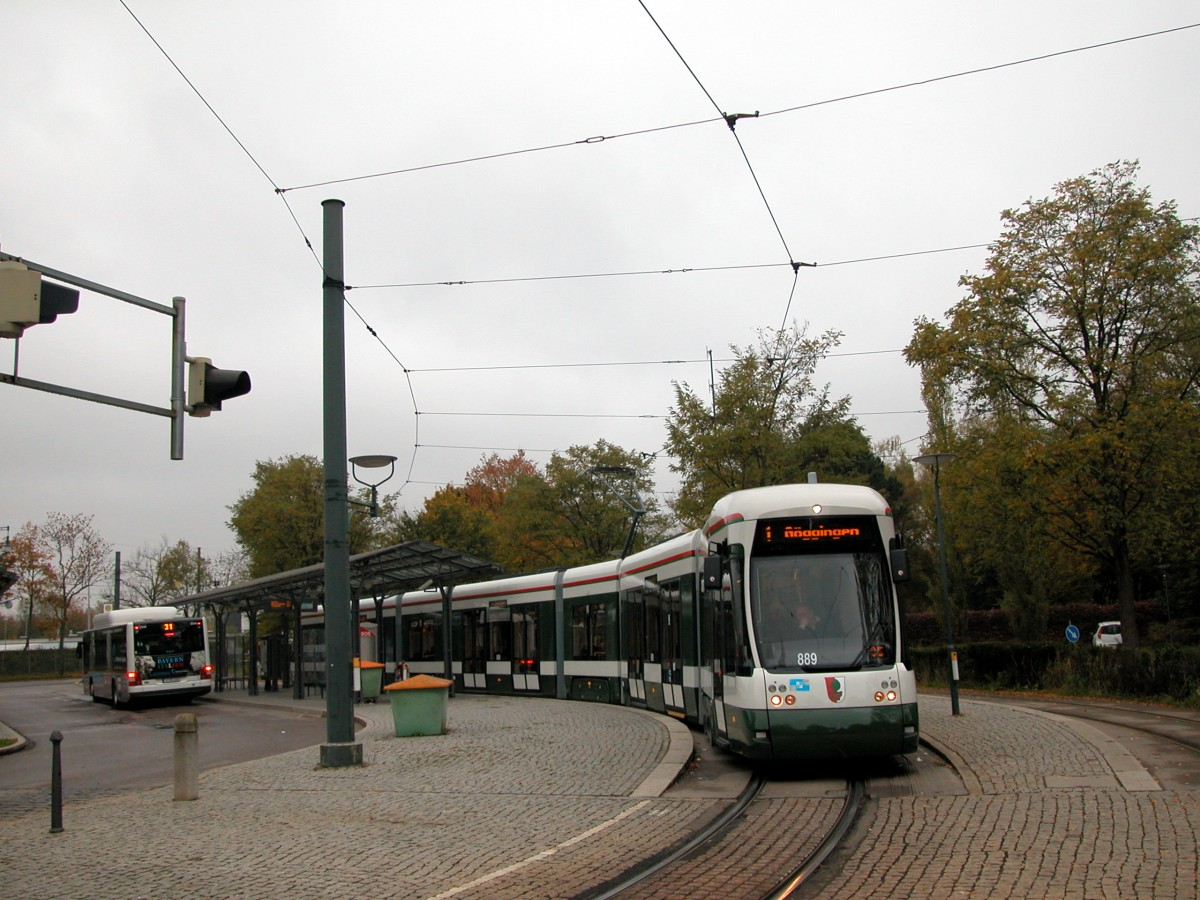
Bombardier Flexity CF8